# Отряд самоубийци
„Отряд самоубийци“ (на английски: Suicide Squad) е американски филм от 2016 г. на режисьора Дейвид Ейър, който също така е и негов сценарист. Филмът е трети подред в Разширената вселена на Ди Си. Премиерата му в САЩ и България е на 5 август 2016 г. Филмът има продължение, озаглавено „Отряд самоубийци 2“.

## Резюме
Те са заменими. Затова правителството решава да събере група от опасни, суперзлодеи от затвора, за да ги изпрати на тайна мисия. Въоръжени от правителството, Дедшот, Харли Куин, Капитан Бумеранг, Килър Крок и други престъпници, трябва да се научат да работят заедно. Ръководени от манипулативната Аманда Уолър, този отряд от самоубийци трябва да се изправи пред могъщо същество, докато Жокера също крои своите планове.

### Заснемане
Заснемането започва на 13 април 2015 г. Сцена със „снежна буря“ е заснета на 29 април. На 5 май няколко основни сцени са снимани в центъра на Торонто, което налага премахването на пътните знаци същата нощ. По-късно същия месец дубльор на Батман е забелязан да преследва Жокера и Харли Куин на снимачната площадка в Торонто. Снимките приключват през август 2015 г. През 2016 г. се състои допълнително заснемане, както и презаснемане на някои стари сцени, по желание на Уорнър, за да може филмът да придобие по-ведър и комичен тон като този на трейлърите, а също и защото „Батман срещу Супермен: Зората на справедливостта“ е критикуван заради твърде мрачния си тон. Потвърдено е и че Зак Снайдър е заснел сцената със Светкавицата.

### Постпродукция
Ейър потвърждава, че филмът е завършен на 24 юни 2016 г.

## Актьорски състав
| Актьор                 | Роля                             |
| ---------------------- | -------------------------------- |
| Уил Смит               | Флойд Лоутън / Дедшот            |
| Джаред Лето            | Жокера                           |
| Марго Роби             | Д-р Харлийн Куинзел / Харли Куин |
| Джоел Кинаман          | Полковник Рик Флаг               |
| Вайола Дейвис          | Аманда Уолър                     |
| Джай Кортни            | Дигър Харкнес / Капитан Бумеранг |
| Джей Ернандес          | Чато Сантана / Ел Диабло         |
| Адеуале Акинуйе-Агбайе | Уейлън Джоунс / Крок             |
| Кара Делевин           | Д-р Джун Муун / Магьосницата     |
| Карън Фукухара         | Тацу Ямаширо / Катана            |
| Айк Баринхолц          | Капитан Хънтър Григс             |
| Скот Истууд            | Лейтенант „Джи Кю“ Едуардс       |
| Адам Бийч              | Кристофър Уайс / Слипнот         |
| Бен Афлек              | Брус Уейн / Батман               |
| Езра Милър             | Бари Алън / Светкавицата         |
| Ален Шаноан            | Джерард Дейвис / Инкубус         |
| Шейлин Пиер-Диксън     | Зоуи Лоутън                      |
| Корина Калдерон        | Грейс Сантана                    |